# Dünyayı Kurtaran Adam
Dünyayı Kurtaran Adam (Człowiek, który ratuje Świat) – turecki film science-fiction z 1982 roku. Jest często nazywany tureckimi Gwiezdnymi wojnami, z powodu zawartych w nim, bez zgody twórców, materiałów z Gwiezdnych wojen George'a Lucasa.

## Fabuła
Film opowiada historię dwóch kadetów, Murata i Alego, których statki rozbijają się na pustynnej planecie po kosmicznej bitwie. Spotykają złego czarnoksiężnika, który próbuje przejąć kontrolę nad światem. Bohaterowie chcą mu się przeciwstawić.

## Obsada
- Cüneyt Arkın jako Murat
- Aytekin Akkaya jako Ali
- Füsun Uçar jako Bilgin'in Kizi
- Hüseyin Peyda jako Bilgin
- Hikmet Tasdemir jako Sihirbaz
- Necla Fide
- Mehmet Ugur
- Kadir Kök
- Aydin Haberdar
- Yadigar Ejder

## Muzyka
Film zawiera ścieżki dźwiękowe z takich filmów, jak Planeta Małp czy Poszukiwacze zaginionej Arki.